# Silos (kommun i Colombia)
Silos är en kommun i Colombia.   Den ligger i departementet Norte de Santander, i den norra delen av landet, 300 km nordost om huvudstaden Bogotá. Antalet invånare är 5 284.